# Batchproces
Een batchproces is een productiewijze waarbij telkens een afgeronde partij of hoeveelheid van een product wordt gefabriceerd, een batch genaamd. Denk hierbij (in huis-, tuin- en keukengebruik) aan het maken van een deeg voor brood of koekjes of het koken van een pan soep. In de procesindustrie worden batchprocessen toegepast om allerlei producten te maken die niet of moeilijk met een continu proces te maken zijn.
Combinaties van batchprocessen en continuprocessen komen ook voor, bijvoorbeeld als een in batch geproduceerd product door destillatie verder gezuiverd moet worden, of omgekeerd als een door een continuproces verkregen grondstof in batches tot een eindproduct verwerkt wordt. Het overgangsgebied tussen batch en continu is ook niet vastbepaald, een continuproces moet tenslotte ook weleens overschakelen op een ander product of helemaal afgesloten voor onderhoud en dergelijke.
In de procesindustrie is het batchproces een veel gebruikte productiemethode. Standaarden als ANSI/ISA-88 normaliseren het gebruik van deze techniek.
In de ICT wordt de term batchproces (Engels: batch job) gebruikt om een verwerkingstaak aan te duiden die in de achtergrond (niet-interactief) wordt uitgevoerd, en niet wordt opgestart door een gebruiker, maar door een of ander plannings- of roosterprogramma. Daarbij wordt meestal een al klaarstaande hoeveelheid gegevens (de batch) in één enkele actie sequentieel verwerkt. Dit in tegenstelling tot real-time processing.
In de context van betalingsopdrachten aan een bank kan de uitvoering door de bank een batchproces zijn, maar ook het aanleveren van de betalingsopdrachten aan de bank door de betaler, met meerdere in één bestand. Dit heet een verzamelbetaling. 